# 福和會
福和會是一個台灣右派社團。
福和會成立於2018年12月10日，由前僑務委員會委員李席舟等人共同發起。核心的保守價值為「以穩健的方式務實地解決問題，以可永續的經營思維來發展進步。尊重個人權利，人人有平等機會，維護市場自由，減少政府干預，反對激進與顛覆，反對共產主義極權專制」。

## 外部連結
- 福和會官網 （页面存档备份，存于）